# Julianna Wasilewska
Julianna Wasilewska (ur. 16 stycznia 1932 w Bełżycach, zm. 20 listopada 2020 w Warszawie) – polska ekonomistka, posłanka na Sejm PRL III kadencji.

## Życiorys
Córka Stanisława i Marianny. Uzyskała wykształcenie wyższe, z zawodu ekonomistka. Pracowała na stanowisku starszego planisty w Fabryce Wyrobów Metalowych w Kraśniku. Wstąpiła do Polskiej Zjednoczonej Partii Robotniczej, w 1961 uzyskała mandat posła na Sejm PRL w okręgu Kraśnik. W trakcie kadencji zasiadała w Komisji Planu Gospodarczego, Budżetu i Finansów oraz w Komisji Przemysłu Ciężkiego, Chemicznego i Górnictwa, pełniła także funkcję sekretarza Sejmu.